# Мустахамба (Риуге)
Мустахамба (ест. Mustahamba) — село в Естонії, входить до складу волості Риуге, повіту Вирумаа.